# The Bells
The Bells é um filme de drama produzido no Reino Unido e lançado em 1931. É atualmente considerado um filme perdido.